# Риети
Риети (итал. Rieti, лат. Reate) — коммуна в Италии, которая находится в регионе Лацио, в провинции Риети. На её территории располагается географический центр Италии.
Население составляет 47 826 человек (2008 г.), плотность населения составляет 231 чел./км². Занимает площадь 207 км². Почтовый индекс — 2100. Телефонный код — 0746.
Покровительницей населённого пункта считается великомученица Варвара Илиопольская, её день отмечается 4 декабря. 
На стадионе Raul Guidobaldi проводятся международные легкоатлетические соревнования — Гран-при Риети.

## Демография
Динамика населения:

## Администрация коммуны
- Официальный сайт: http://www.comune.rieti.it/